# 水野雄仁のGスタジアム
水野雄仁のGスタジアム（みずのかつひとのジースタジアム）はアール・エフ・ラジオ日本で月曜日の20時から20時30分に生放送されている読売ジャイアンツを題材にした番組である。

## 概要
元々は水野雄仁のサンデー・ジャイアンツプライド（2006年度）として放送されたものをリニューアルしたものである。RFラジオ日本プロ野球解説者で巨人OBの水野雄仁がディスクジョッキーを務めており、自らが在籍した巨人軍の話題を中心に、巨人の選手やファン、関係者など多彩なゲストを招いて対談を行っている。
エンディング曲はT-SQUAREの「サヨナラ」。
ラジオ関西では2013・14年度の下半期限定で放送していた。（火曜日の21時から21時30分まで）
巨人の一軍投手コーチ就任にため2018年12月31日をもって最終回となった。